# Словник-порадник для дерусифікації і збагачення української мови
«Словни́к-пора́дник для дерусифіка́ції і збага́чення украї́нської мо́ви» — створювався впродовж кількох років Анатолем Вовком. Назва ця зазнавала змін: «Словник-порадник для відросійщення української мови» (число 94 за 1989 рік), «Словник-порадник для відросійщення» та в пізніших публікаціях — «Словник-порадник для відросійщення і збагачення української мови» (число 96 за 1990 рік). Уперше матеріали «Дерусифікаційного словника» з'явилися у травневому випуску журналу «Рідна школа» за 1988 рік й друкувалися щономера до кончини автора. За життя автора вийшло 13 публікацій (№ 90-102), дві побачили світ посмертно (№ 103—104). 
У вступі до «Словничка-порадника з культури української мови» (Ню Йорк, 1991. — 22 с.) Анатоль Вовк зазначає, що в праці з багатьох джерел також частково використано й «Словник-порадник для відросійщення і збагачення української мови».

## Завдання
Словник призначався не тільки для працівників пера (авторів, журналістів, редакторів), а й для школи й масового читача української преси та книжки. Метою його створення було — дати синоніми, які в УРСР часто бувають «витискувані з ужитку».
У вступних заувагах автор визначав завдання Словника-порадника: «в першу чергу показати та документувати поступову русифікацію української мови, що розпочалась в Україні на початку 1930-их років і триває донині. Зрусифікована чи штучно наближена до російської мова сучасної України просякає в діаспору і поширюється в пресі та книжкових виданнях». У вступі зазначалося також, що у мовному вжитку еміграції наявні ще й давніші засвоєні русизми. Другим завданням Словника-порадника було дати правильні відповідники для русизмів різних типів. У публікаціях називалися основні джерела реєстру Словника-порадника: Російсько-український словник, виданий у Києві в трьох томах у 1968 році та передрукований майже без змін у 1980-81 роках, а також 11-томний Словник української мови (Київ, 1970—1980), що містить 134 тисячі словникових статей.
Для підшукування додаткових правильних відповідників для русизмів використовувались численні двомовні та тлумачні словники, словники чужомовних слів, словники термінів і мовознавчі праці як України, так і діаспори.
Вступні зауваги автора мають кілька підрозділів: «Вступ», «Характер Словника-порадника», «Як користуватися Словником-порадником?», «Список джерел і їхніх шрифтів, вжитих у Словнику-пораднику».
Розглядаючи «характер» своєї праці, автор зазначає, що шляхи та засоби русифікації української мови в УССР висвітлено в «писаннях таких еміграційних мовознавців, як В.Чапленко, П.Одарченко, Яр Славутич, М.Овчаренко, Ю.Шевельов та Ю.Перфецький», посилається на останні роботи цих авторів, в яких проаналізовано русифікаційний процес в Україні.

## Структура
Словник-порадник Анатоля Вовка складається з чотирьох типів реєстрових слів:
- безсумнівні русизми, надруковані в Словнику в лапках, слова, визнані русизмами як еміграційними, так і радянськими мовознавцями, що трапляються як в Україні, так і в діаспорі;
- накинені русизми — слова, які вважаються русизмами в діаспорі;
- «упривілейовані» українські слова — слова, спільні для обох мов, які «в УССР мають часто монопольний вжиток, з виключенням їхніх синонімів, які відрізняють українську мову від російської»;
- накинені наукові та технічні терміни та терміноназви — слова, впроваджені в українську лексику після розгрому «українізації» на місце термінів і назв, ухвалених до вжитку українськими вченими й фахівцями «золотої доби» української термінології (1923—1932 роки).

Загалом «Словник-порадник…» Анатолія Вовка — це словник синонімів де в першому рядку словникової статті надруковано не рекомендоване слово (русизм чи зайва калька російського слова) або українське «упривілейоване» слово, тобто спільне для обох мов. Нижче надруковано синоніми цього слова.
Загальна кількість словникових статей, подана Анатолем Вовком у журнальному варіанті — 984. У кожному з п'ятнадцяти номерів їх містилося від 21 до 120. 